# Port-Launay
Port-Launay è un comune francese di 505 abitanti situato nel dipartimento del Finistère nella regione della Bretagna.

## Società

### Evoluzione demografica
Abitanti censiti